# Adaptador de acoplamiento internacional
El Adaptador de acoplamiento internacional (IDA) es un adaptador de sistema de acoplamiento de naves espaciales desarrollado para convertir APAS-95 en el Sistema de acoplamiento de la NASA (NDS). Se coloca un IDA en cada uno de los dos adaptadores de acoplamiento presurizados (PMA) abiertos de la Estación Espacial Internacional (ISS), ambos conectados al módulo Harmony.

## Diseño
IDA convierte el APAS-95 en el sistema de acoplamiento de la NASA (que cumple con el estándar internacional del sistema de acoplamiento) y permite la transferencia de tripulación, carga, energía y datos. IDA tiene una masa de 526 kg (1160 lb), una altura de 110 cm (42 pulgadas) y una anchura de 160 cm (63 pulgadas). Cuando se incluyen los objetivos de acoplamiento, los catadióptricos láser y los sistemas relacionados que se disponen alrededor de los perímetros exteriores, el diámetro exterior es de unos 240 cm (94). 
Boeing es el contratista principal de las IDA y los adaptadores se ensamblaron en su Centro de soporte de productos de Houston. Las piezas de subcontratistas procedían de 25 estados estadounidenses y la estructura principal es de la empresa rusa RSC Energía. 

## Gallería

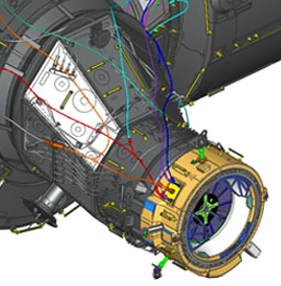
Representación del IDA conectada al PMA-2
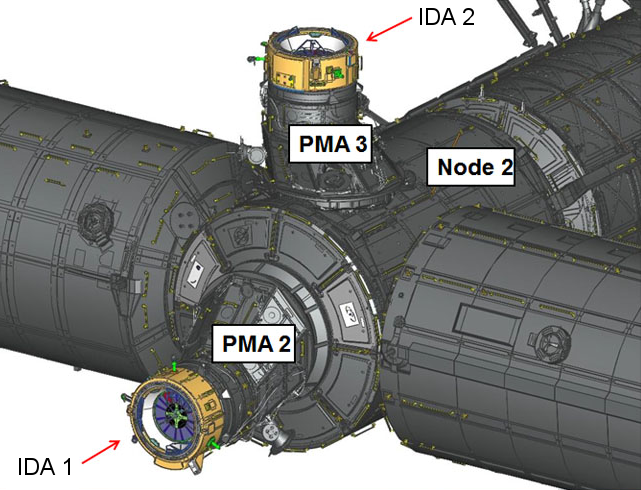
Ubicaciones planeadas de los IDA antes de la perdida de IDA-1
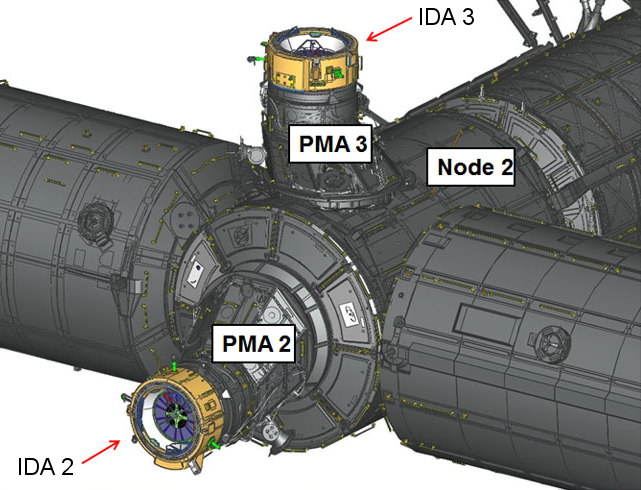
Ubicaciones actuales de los IDA

### IDA-1
En febrero de 2015, el IDA-1 había sido transportado al Centro Espacial Kennedy mientras el IDA-2 aún estaba en las instalaciones de Boeing en Houston. [8] Los sistemas y objetivos para IDA-1 se sometieron a aproximadamente un mes de pruebas en la Instalación de Procesamiento de la Estación Espacial antes de cargarse para su lanzamiento. [5]
IDA-1 se perdió durante el fallo de lanzamiento de SpaceX CRS-7 el 28 de junio de 2015. 

### IDA-2
IDA-2 se lanzó en SpaceX CRS-9 el 18 de julio de 2016. Se adjuntó y conectó a PMA-2 durante una caminata espacial el 19 de agosto de 2016 [12]. El primer acoplamiento se logró con la llegada de Crew Dragon Demo-1 el 3 de marzo de 2019. 

### IDA-3
IDA-3 se lanzó en la misión SpaceX CRS-18 en julio de 2019.  
IDA-3 se construye principalmente a partir de piezas de repuesto para acelerar la construcción. 
Se adjuntó y conectó a PMA-3 durante una caminata espacial el 21 de agosto de 2019.